# Povestirile lunii palide după ploaie
Povestirile lunii palide după ploaie este un film japonez fantastic din 1953, regizat de Kenji Mizoguchi.